# Municipio Guadalupe (Chihuahua)
Koordinaten: 30° 53′ N, 105° 35′ W
Guadalupe ist ein Municipio mit etwa 6500 Einwohnern im mexikanischen Bundesstaat Chihuahua. Das Municipio hat eine Fläche von 6001 km². Verwaltungssitz und größter Ort im Municipio ist das gleichnamige Guadalupe.

## Geographie
Das Municipio Guadalupe liegt im Norden des Bundesstaats Chihuahua auf einer Höhe zwischen 900 m und 2200 m. Es zählt zur Gänze zur physiographischen Provinz der Sierras y Llanuras del Norte. 67 % des Municipios liegen in der hydrologischen Region Bravo-Conchos und entwässert in den Golf von Mexiko, der Rest liegt im endorheischen Becken der Cuencas Cerradas del Norte (Casas Grandes). Die Geologie des Municipios wird zu 41 % von Alluvionen bestimmt bei 21 % Konglomeratgestein und 17 % Kalkstein; vorherrschende Bodentypen im Municipio sind der Calcisol (41 %), Leptosol (31 %) und Regosol (18 %). Gut 87 % des Municipios werden von Gestrüpplandschaft bedeckt, 4 % dienen als Weideland. Im Municipio liegt ein Teil der Médanos de Samalayuca.
Das Municipio ist umgeben von den Municipios Juárez, Práxedis G. Guerrero, Ojinaga, Coyame del Sotol und Ahumada und grenzt zudem an den US-Bundesstaat Texas.

## Bevölkerung
Beim Zensus 2010 wurden im Municipio 6458 Menschen in 1734 Wohneinheiten gezählt. Davon wurden 22 Personen als Sprecher einer indigenen Sprache registriert. 4,6 Prozent der Bevölkerung waren Analphabeten. 2102 Einwohner wurden als Erwerbspersonen registriert, wovon ca. 75 % Männer bzw. 5,8 % arbeitslos waren. 8,4 Prozent der Bevölkerung lebten in extremer Armut.

## Orte
Das Municipio Guadalupe umfasst 101 bewohnte localidades, von denen lediglich der Hauptort vom INEGI als urban klassifiziert ist. Fünf Orte wiesen beim Zensus 2010 eine Einwohnerzahl von über 500 auf. Die größten Orte sind:
| Ort                               | Einwohner |
| Guadalupe                         | 3022      |
| Doctor Porfirio Parra (La Caseta) | 0956      |
| Juárez y Reforma                  | 0788      |